# Charles Loewner

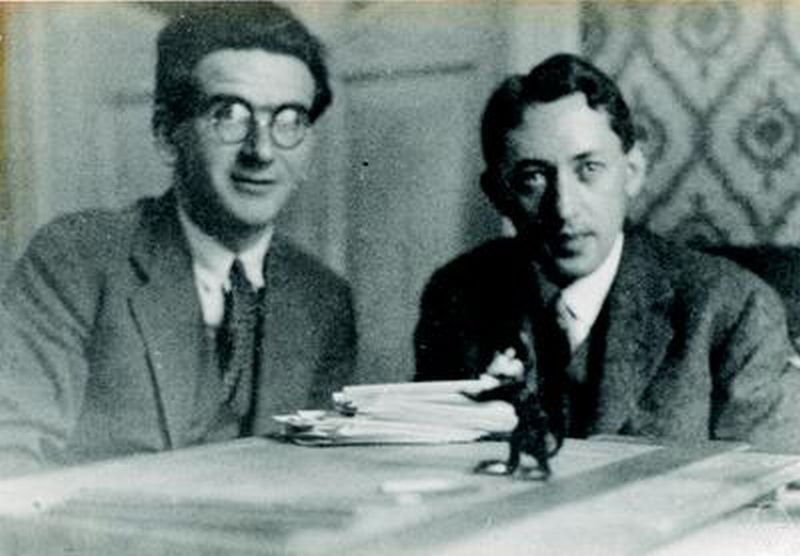
Charles Loewner (rechts) 1927

Charles Loewner, eigentlich Karel Löwner, deutsch auch Karl Löwner, (* 29. Mai 1893 in Lana; † 8. Januar 1968 in Stanford, Kalifornien) war ein tschechisch-US-amerikanischer Mathematiker, der sich vor allem mit Funktionentheorie und Analysis beschäftigte.

## Leben
Löwner wurde als Sohn eines tschechischen jüdischen Ladenbesitzers in Lana bei Kladno geboren und besuchte das Deutsche Gymnasium in Prag. 1912 begann er sein Studium an der deutschsprachigen Fakultät der Karls-Universität Prag. Damals nannte er sich auch in deutscher Schreibweise Karl Löwner. 1917 promovierte er dort bei Georg Pick in geometrischer Funktionentheorie. Danach war er Assistent an der deutschen Technischen Universität in Prag, bevor er 1922 an die Universität Berlin ging. Dort stieg er bis zum Privatdozenten auf und ging 1928 als außerordentlicher Professor nach Köln. 1930 ging er an die Karls-Universität in Prag, wo er bald darauf ordentlicher Professor wurde. Beim deutschen Einmarsch 1939 in Prag wurde er eingesperrt, konnte aber mit seiner Frau das Land verlassen und ging in die USA, wo John von Neumann ihm einen Lehrauftrag an der University of Louisvillele beschaffte. 1944 arbeitete er an der Brown University über kriegswichtige aerodynamische Probleme. 1946 ging er an die Syracuse University und 1951 als Professor nach Stanford. Er war in Stanford für seine klaren und eleganten Vorlesungen bekannt, seine Offenheit in der Diskussion mit Studenten gleich welchen Semesters und sein Problem-Seminar, bei dem viele Studenten Anregungen für ihre Diplom- und Doktorarbeiten fanden.
Löwner bewies 1923 einen Spezialfall der Bieberbach-Vermutung, die besagt, dass der {\displaystyle n}-te Koeffizient in der Potenzreihenentwicklung einer eineindeutigen Funktion auf der Einheitskreisscheibe betragsmäßig nicht größer als {\displaystyle n} ist. Löwner bewies die Vermutung für den Koeffizienten zu {\displaystyle n=3}. Die Anwendung der von ihm entdeckten Löwnerschen Differentialgleichung bildete 1985 auch die Grundlage für den Beweis der Vermutung durch Louis de Branges.
Eine Idee von Löwner aus dessen Untersuchungen zur Bieberbach-Vermutung (Löwner-Differentialgleichung) entwickelte Oded Schramm zu seiner „Schramm-Löwner-Evolutions“-Methode (SLE) in der stochastischen Geometrie.
Nach Löwner wird das volumenkleinste Ellipsoid, das eine vorgegebene kompakte Menge im euklidischen Raum enthält, Löwner-Ellipsoid dieser Menge genannt. Die ebenfalls gebräuchliche Bezeichnung Löwner-John-Ellipsoid (nicht zu verwechseln mit dem John-Ellipsoid) beruht auf den vertiefenden Ergebnissen von Fritz John.
Zu seinen Doktoranden zählten Lipman Bers (noch in Prag), Adriano Garsia und Frank P. M. Pu.

## Schriften
- Collected Papers, Birkhäuser 1988 (Herausgeber Lipman Bers)
- Theory of continuous groups, MIT Press 1971, Dover Publ. 2008 (Vorlesung, Mitschrift nach Harley Flanders, Murray Protter)
- Untersuchungen über schlichte konforme Abbildungen des Einheitskreises, I, Mathematische Annalen, Band 89, 1923, S. 103–121 (Löwner Differentialgleichung, Fall n=3 der Bieberbach-Vermutung), Online